# 皮克特縣 (田納西州)
皮克特县（英語：Pickett County）是美國田納西州北部的一個縣，北鄰肯塔基州。面積450平方公里。根据美國2000年人口普查，共有人口4,945人。縣治伯德斯敦 （Byrdstown）。
成立於1879年2月27日。縣名紀念在本縣形成的過程表現活躍的州議員霍華德·L·皮克特 （Howard L. Pickett）。